# Mischocyttarus aripuanaensis
Mischocyttarus aripuanaensis är en getingart som beskrevs av Silveira 1998. Mischocyttarus aripuanaensis ingår i släktet Mischocyttarus och familjen getingar. Inga underarter finns listade i Catalogue of Life.